# 民音社
民音社（ミヌムサ、민음사）は、大韓民国の出版社。1966年5月19日に創立され、おもに文学や学術出版に重点を置いている。サブブランド（インプリント）として、ファングムガジ（황금가지）、サイエンスブックス（사이언스북스）、セミコロン（세미콜론）、ミヌミン（민음인）、パンミドン（판미동）、バンビ（반비|）、ボルプ（펄프）、ビリョンサ（비룡소）がある。
社名は、「世界（人々）の低い声を、優雅で上品にする（세상(사람들)의 낮은 목소리를 담되 우아하고 품위 있게 하자）」という意味で、創立者のパク・ミョンホ（박맹호）が命名した。
1988年に出版された李文烈（イ・ムニョル）の『三国志（삼국지）』は、累積販売2千万部のベストセラーとなった。
1998年、オウィディウスの『変身物語』など10冊で刊行が始まった世界文学全集（세계문학전집）は、2012年に300巻を超え、2022年には400巻を超えた。

## 沿革
- 1977年 今日の作家賞（朝鮮語版）制定。
- 1981年 金洙暎文学賞制定。
- 1983年 デウ学術総書（대우학술총서）発刊。
- 1985年 イデア総書（대우학술총서）発刊。
- 1994年 児童書専門の子会社、ビリョンサを創立。刊行書籍には『초원의 집（大草原の小さな家）』、『크리스마스 캐럴（クリスマス・キャロル）』、『오즈의 마법사（オズの魔法使い）』、『해저 2만리（海底二万里）』、『마법의 시간여행（マジック・ツリーハウス）』シリーズなどがある。
- 1996年 子会社ファングムガジ創立。
- 1997年 学術季刊誌『현대사상（現代思想）』創刊、子会社サイエンスブックス創立。
- 1998年 世界文学全集発刊開始。

## 世界文学全集
大韓民国で世界文学全集を初めて紹介したのは、1959年の乙酉文化社と正音寺で、乙酉文化社は100巻の『乙酉世界文学全集（을유세계문학전집）』を出版した。 1960年代には新丘文化社（신구문화사）が『戦後世界問題作選集（전후세계문제작선집）』と『現代世界文学全集（현대세계문학전집）』を発刊し、1970年代には三中堂文庫（삼중당문고）と東西文化社（동서문화사）・三省出版社が世界文学全集を出版した。民音社は1998年から全集発刊に乗り出し、2023年1月時点で417巻まで刊行した。その後、ムンハクトンネも世界文学全集を出している。
100番台の本が出版されるときは、常に韓国文学の本であった。100番は『春香伝』、200番は『洪吉童伝』、300番は李箱の小説全集、400番は金洙暎の『詩よ、唾を吐け（시여, 침을 뱉어라）』が出版された。
乙酉文化社も2009年6月から新しい目録と新しい翻訳で『乙酉世界文学全集（을유세계문학전집）』を刊行しており、300巻を目指している。ヨリンチェクドゥルは、『ヨリンチェクドゥル 世界文学（열린책들 세계문학）』を刊行しており、チェクセサン（책세상）は『チェクセサン文庫 世界文学（책세상문고 세계문학）」を、文学と知性社（문학과지성사）は『テサン世界文学総書（대산세계문학총서）』を出版している。